# Hai Yang
Die Hai Yang (海陽, Kennung: FFG-936) war eine Fregatte der Knox-Klasse der Marine der Republik China (Taiwan), die von 1993 bis 2015 in Dienst steht. Vorher stand das Schiff von 1971 bis 1992 als Cook im Dienst der US-amerikanischen Marine.

## Geschichte

### Bau
Der Bauauftrag für die spätere Hai Yang wurde als USS Cook (DE-1083) am 25. August 1966, als Geleitzerstörer der Knox-Klasse der US-amerikanischen Marine vergeben. Das Schiff wurde am 20. März 1970 bei der Avondale Shipyard in Westwego im US-Bundesstadt Louisiana auf Kiel gelegt. Der Stapellauf erfolgte am 23. Januar 1971, nach Schiffstaufe durch Joan C. Nelson die Witwe des Namensgebers, und die Übernahme durch die amerikanische Marine am 9. Dezember 1971. Nach Überführung zur Boston Naval Shipyard wurde die Cook am 18. Dezember 1971, unter dem Kommando von Commander James R. Talbot, in Dienst gestellt und in die Destroyer Squadron 3 (Pacific Fleet) mit Heimathafen Long Beach im US-Bundesstadt Kalifornien eingegliedert.
Benannt war das Schiff zu diesem Zeitpunkt nach Lieutenant Commander Wilmer Paul Cook (* 1. Oktober 1932 in Annapolis, Maryland; † 22. Dezember 1967 über Vietnam), einem Marineflieger, der 1967 während eines Einsatzes über Vietnam von feindlicher Flugabwehr abgeschossen wurde.

### Einsatzgeschichte
Im Mai 1973 verließ die Cook erstmal ihren Heimathafen Long Beach für eine Einsatzfahrt in den Pazifik, wobei das Schiff der Destroyer Squadron 9 unterstellt war. Ende April 1975 war die Cook an der Operation Frequent Wind, der Evakuierung Saigons, beteiligt und am 30. Juni 1975 wurde die Schiffskennung von DE-1083 auf FF-1083 geändert, da die amerikanische Marine ihre Geleitzerstörer nun als Fregatten bezeichnete.
Am 14. Mai 1979 kam es während einer Betankung auf See zur Kollision zwischen der Fregatte und dem Tanker USNS Mars (T-AFS 1), bei der sieben Seeleute an Bord verletzt wurden. Am 30. April 1992 wurde die Fregatte außer Dienst gestellt; sie verblieb noch bis zum 11. Januar 1995 im Schiffsregister der Navy.
Bereits am 31. Mai 1994 wurde das Schiff an die Republik China (Taiwan) verpachtet, wo es als Hai Yang in Dienst gestellt wurde. Taiwan erwarb das Schiff am 29. September 1999 und stellte es erst am 1. Mai 2015 außer Dienst.